# 마이크로소프트 서버
마이크로소프트 서버(Microsoft Servers, 이전 이름은 "윈도우 서버 시스템")는 마이크로소프트 서버 제품군을 아우르는 브랜드 이름이다. 여기에는 마이크로소프트 윈도우 운영 체제 자체의 서버 에디션뿐 아니라 더 넓은 비즈니스 마켓을 대상으로 하는 제품들도 포함한다. 마이크로소프트의 다이내믹스 및 오피스 제품군과 달리 이 브랜드 이름을 가진 제품들 가운데 대부분이 비즈니스를 위해 고안된 것은 아니다.

## 서버
마이크로소프트 서버 계열의 소프트웨어와 기술은 다음을 포함한다:
- 비즈토크 서버
- 커머스 서버
- 인터넷 정보 서비스
- 마이크로소프트 포어프론트
  - 마이크로소프트 포어프론트 TMG
  - 포어프론트 프로텍션 포 익스체인지 서버
  - 포어프론트 프로텍션 포 셰어포인트 서버
  - 익스체인지 온라인 프로텍션
  - 마이크로소프트 포어프론트 유니파이드 액세스 게이트웨이
  - 포어프론트 아이덴티티 매니저
- 마이크로소프트 호스트 인티그레이션 서버[1][2]
- 마이크로소프트 아이덴티티 인티그레이션 서버
- 마이크로소프트 스피치 서버
- SQL 서버
  - SQL 서버 2000
  - SQL 서버 2005
  - SQL 서버 2008
  - SQL 서버 2008 R2
  - SQL 서버 2012
  - SQL 서버 2014
- 마이크로소프트 하이퍼-V 서버
- 버추얼 서버
- 서버 운영 체제
  - 윈도우 NT 3.1
  - 윈도우 NT 3.5
  - 윈도우 NT 3.51
  - 윈도우 NT 4.0 서버
  - 윈도우 2000 서버
  - 윈도우 홈 서버
  - 윈도우 서버 2003
  - 윈도우 스토리지 서버
  - 윈도우 컴퓨트 클러스터 서버
  - 윈도우 서버 2003 R2
  - 윈도우 스몰 비즈니스 서버
  - 윈도우 서버 2008
  - 윈도우 에센셜 비즈니스 서버 2008
  - 윈도우 HPC 서버 2008
  - 윈도우 서버 2008 R2
  - 윈도우 멀티포인트 서버
  - 윈도우 홈 서버 2011
  - 윈도우 서버 2012
  - 윈도우 서버 2012 R2

## 마이크로소프트 오피스 서버 제품
- 익스체인지 서버
- 폼즈 서버
- 그루브 서버
- 링크 서버
- 프로젝트 서버
  - 프로젝트 포트폴리오 서버
- 셰어포인트 서버
- 퍼포먼스포인트 서버
- 서치 서버

## 마이크로소프트 시스템 센터
- 시스템 센터 어드바이저
- 시스템 센터 앱 콘트롤러
- 시스템 센터 콘피규레이션 매니저
- 시스템 센터 데이터 프로텍션 매니저
- 시스템 센터 엔드포인트 프로텍션
- 시스템 센터 에센셜스
- 시스템 센터 오케스트레이터
- 시스템 센터 오퍼레이션스 매니저
- 시스템 센터 서비스 매니저
- 시스템 센터 버추얼 머신 매니저

## 단종된 서버 제품
- 서비스 포 유닉스
- 마이크로소프트 애플리케이션 센터
- 마이크로소프트 백오피스 서버
- 콘텐트 매니지먼트 서버
- 마이크로소프트 SNA 서버
- 마이크로소프트 사이트 서버
- 마이크로소프트 머챈트 서버
- 마이크로소프트 프록시 서버
- 시스템 센터 캐퍼시티 플래너

## 같이 보기
- 윈도우 서버